# کارل چرنی (بازیکن فوتبال)
کارل چرنی (چکی: Karel Černý؛ زادهٔ ۱ فوریهٔ ۱۹۱۰ – درگذشته نامشخص) یک بازیکن فوتبال اهل چکسلواکی بود.
از باشگاه‌هایی که در آن بازی کرده‌است می‌توان به باشگاه فوتبال ویکتوریا پلزن و باشگاه فوتبال اسلاویا پراگ اشاره کرد. وی عضو
تیم ملی فوتبال چکسلواکی در جام جهانی فوتبال ۱۹۳۸ بوده است.